# Trees Pieters
Trees Pieters (Maria Pieters), née le 1er février 1945 à Courtrai est une femme politique belge flamande, membre du CD&V.
Elle est licenciée en sciences commerciales et consulaires.
Chevalier de l’Ordre de Léopold. 

## Fonctions politiques
- Ancienne conseillère communale de Tielt.
- Ancienne conseillère provinciale (Flandre occidentale).
- membre de la Chambre des représentants :
  - du 28 juin 1995 au 24 avril 1998
  - du 13 juin 1999 au 2 mai 2007.